# 梳唇石斛
梳唇石斛（学名：Dendrobium strongylanthum）为兰科石斛属下的一个种。

## 扩展阅读
- 維基物種上的相關：梳唇石斛